# Рипалс-Бей

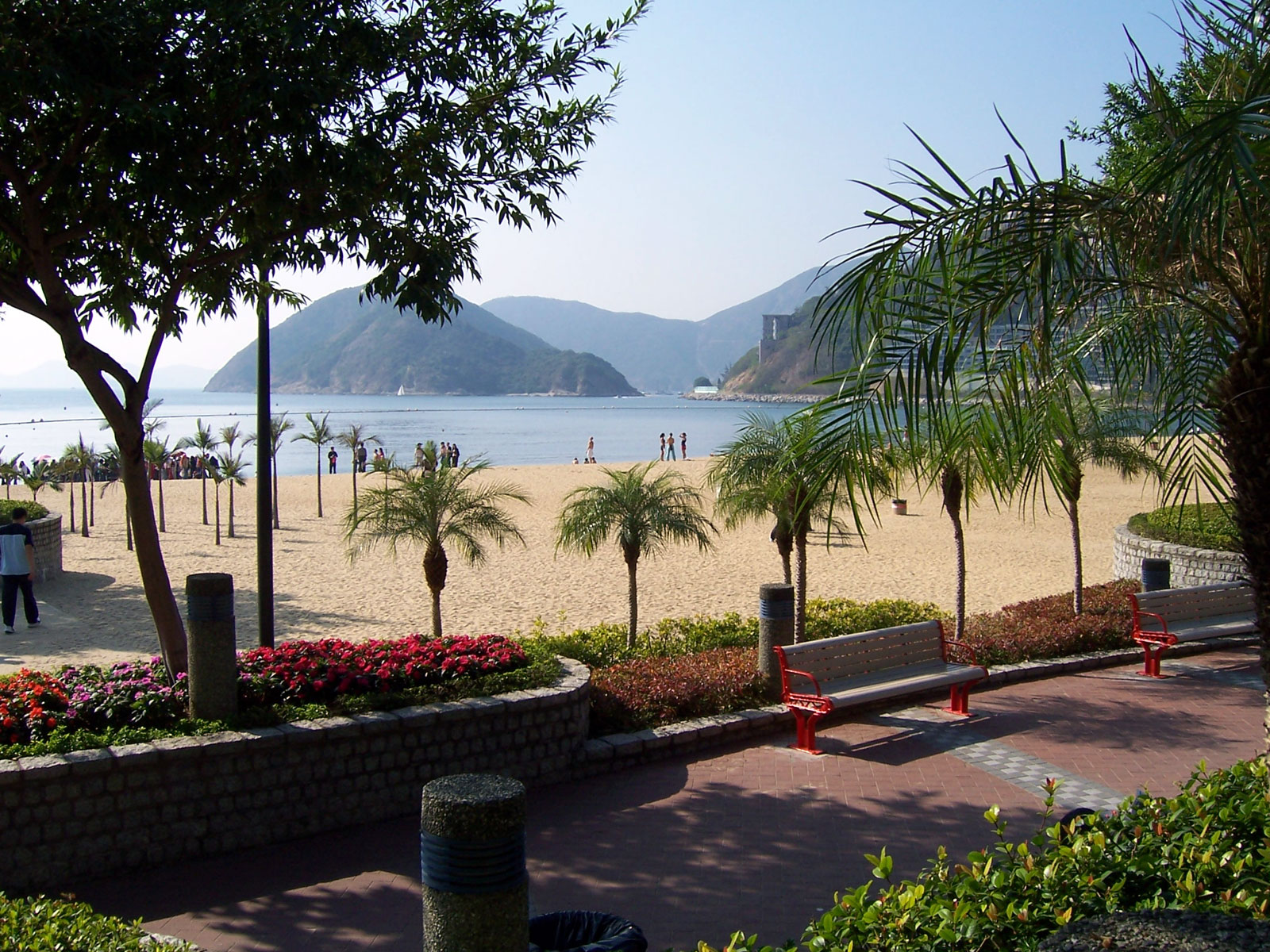
Рипалс-Бэй

Рипалс-Бэй (Repulse Bay, 淺水灣) — гонконгский район, входящий в состав округа Южный. Расположен на южном побережье острова Гонконг. Это преимущественно жилой район с очень дорогой недвижимостью.

## История
До британского владычества залив активно использовался флотилиями пиратов, которые нападали на торговые суда, шедшие в Китай. По одной версии, залив назван в честь того, что британская эскадра дала отпор пиратам и изгнала их из здешних вод. Согласно другой версии, залив назван в честь британского линейного корабля HMS Repulse, однажды стоявшего здесь на якоре.
В 1910 году в Рипалс-Бэй был оборудован песчаный пляж, в 1920 году здесь был построен Repulse Bay Hotel (в нём происходит действие романа «Любовь в павшем городе» писательницы Чжан Айлин). Для привлечения отдыхающих Рипалс-Бэй был соединён с районом Центральный автобусным маршрутом, который сейчас является одним из старейших маршрутов Гонконга. Во время Второй мировой войны Рипалс-Бэй считался одним из важнейших в стратегическом плане плацдармов обороны колонии.
С начала 1960-х годов китайские застройщики братья Чхиу начали развивать район, построив на холме фешенебельные апартаменты. Вскоре вдоль пляжа стали появляться особняки китайских богачей с бассейнами, теннисными кортами, оранжереями и террасами. В 1989 году на месте снесённого Repulse Bay Hotel был построен фешенебельный 37-этажный жилой дом The Repulse Bay, ставший символом района (принадлежит компании The Hongkong and Shanghai Hotels). Другим крупным владельцем недвижимости в Рипалс-Бэй стала семья игорного магната из Макао Стэнли Хо.

## География

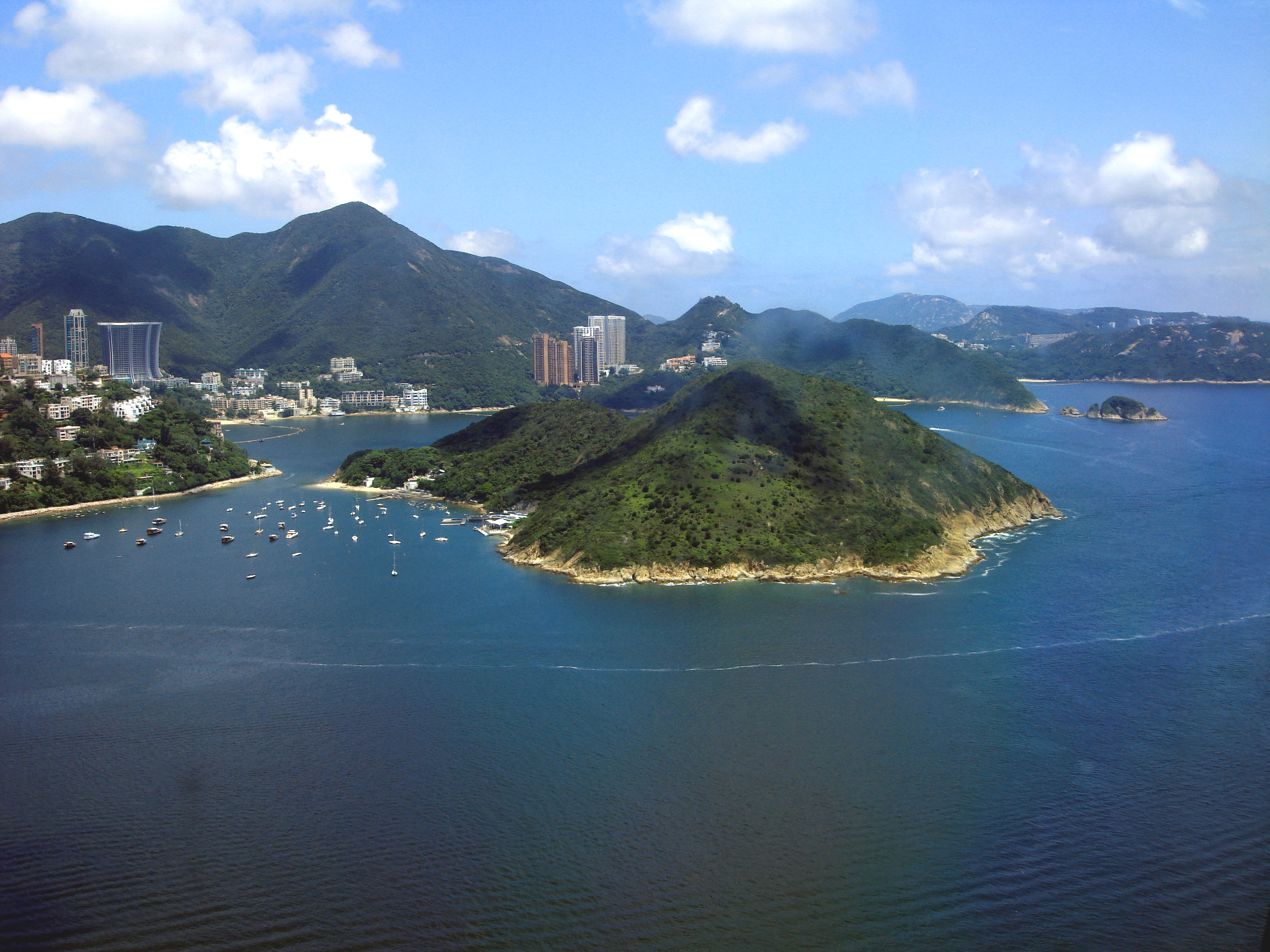
Миддл-айленд

На северо-западе Рипалс-Бэй граничит с районом Дип-Уотер-Бэй, на севере и востоке — с районом Тайтам, на юге — с районами Стэнли и Чунхамкок, на западе омывается водами залива Рипалс-бэй. Остров Миддл-айленд отделяет залив Рипалс-бэй от залива Дип-уотер-бэй.
В районе расположена часть территории парка Тайтам-кантри, на пляже Рипалс-бэй-бич — детская игровая площадка. Вдоль моря обустроены прогулочные променады и велодорожки, в горах — тропинки для пеших прогулок.

## Религия
На набережной расположен храм Квуньям (Гуаньинь), рядом находится лютеранская церковь Всех народов.

## Экономика
Основой экономики Рипалс-Бэй являются туризм, розничная торговля, общественное питание и обслуживание жилых комплексов. Среди главных торговых зон района — улица Бич-роуд, торговый центр The Pulse компании Emperor Group, торговый центр Dairly Farm Beach Shopping Mall. Большой популярностью пользуется песчаный общественный пляж Рипалс-бэй-бич (другими посещаемыми пляжами района являются Саут-бэй-бич и Миддл-бэй-бич).
В Рипалс-Бэй расположены жилые высотные комплексы — 30-этажный Fairmount Terrace, 37-этажный The Repulse Bay, 32-этажный 37 Repulse Bay, 28-этажный L’Hotel Repulse Bay, 28-этажные и 25-этажные башни Repulse Bay Apartments, 27-этажный Grosvenor Place и 25-этажный Carrianna Repulse Bay. Также в районе находится несколько гостиниц, множество ресторанов, баров и закусочных.

## Транспорт

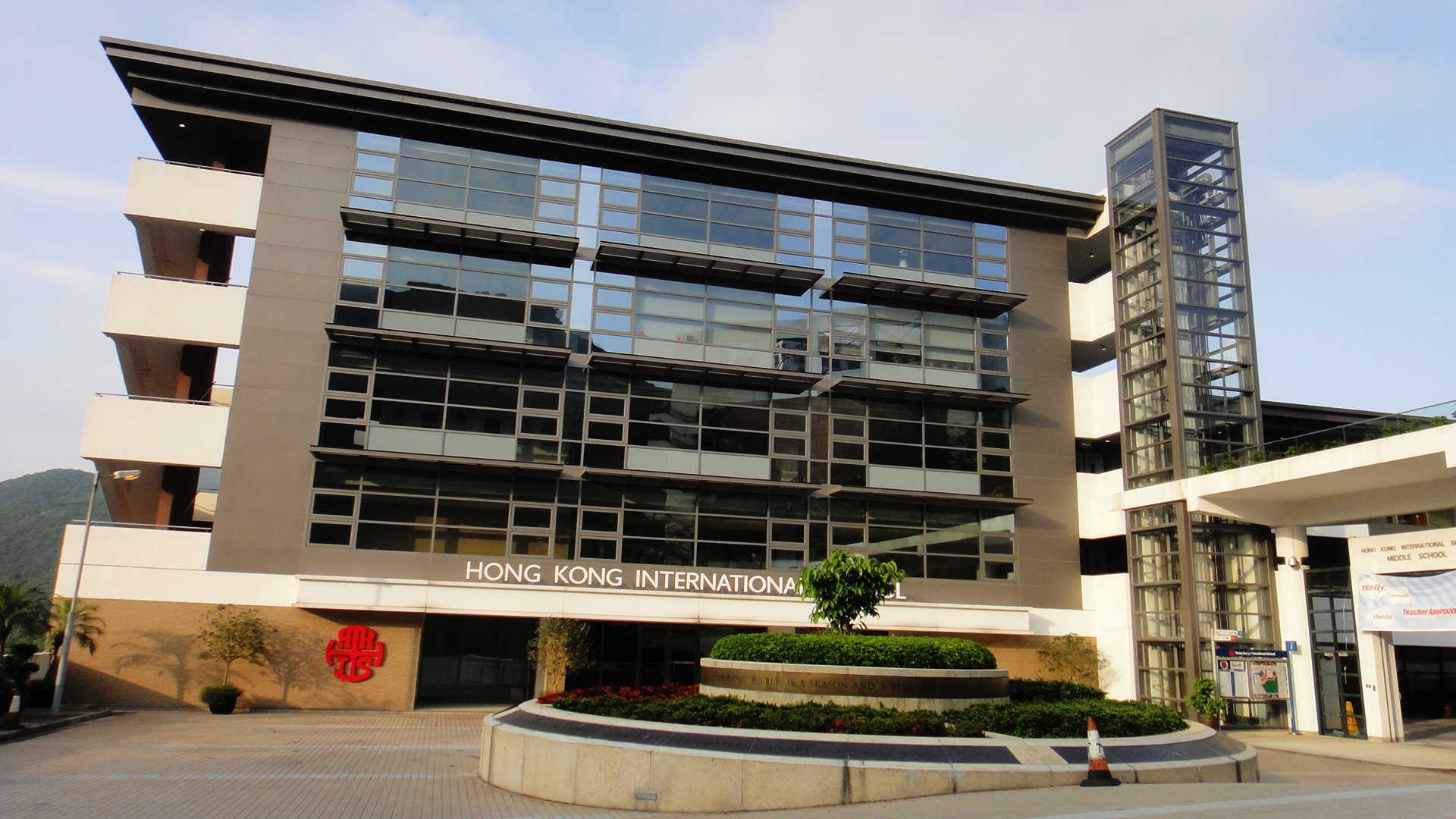
Гонконгская международная школа

Главными транспортными артериями района являются улицы Рипалс-бэй-роуд и Саут-бэй-роуд. Через район пролегает сеть автобусных маршрутов (в том числе и микроавтобусов). Узловой станцией является автобусный терминал «Рипалс-Бэй». Имеется несколько стоянок такси.

## Культура и образование
В Рипалс-Бэй базируется кампус Гонконгской международной школы, основанной в 1966 году.

## Спорт
В престижных жилых комплексах находятся открытые спортивные площадки, бассейны и фитнес-клубы. На соседнем острове Миддл-айленд расположены причалы Гонконгского королевского яхт-клуба.